# 광일여객
광일여객은 전북특별자치도 익산시의 시내버스 업체이며, 본사는 전북특별자치도 익산시 무왕로2길 214 (송학동)에 있다.

## 운행 노선
시내, 좌석, 순환노선에 모두 타 업체와 함께 공동 배차에 참여하고 있으며, 익산여객, 신흥여객과 함께 1달 간격으로 순환하면서 배차에 참여하고 있다.

## 운행 차량
자일대우버스
- NEW BS090
- NEW BC211

현대자동차
- 쏠라티
- 카운티 뉴 브리즈
- 그린시티
- 뉴 슈퍼 에어로시티
- 저상 뉴 슈퍼 에어로시티
- 일렉시티

## 같이 보기
- 익산여객
- 신흥여객
- 부안여객